# Unserer Lieben Frau (Tandern)

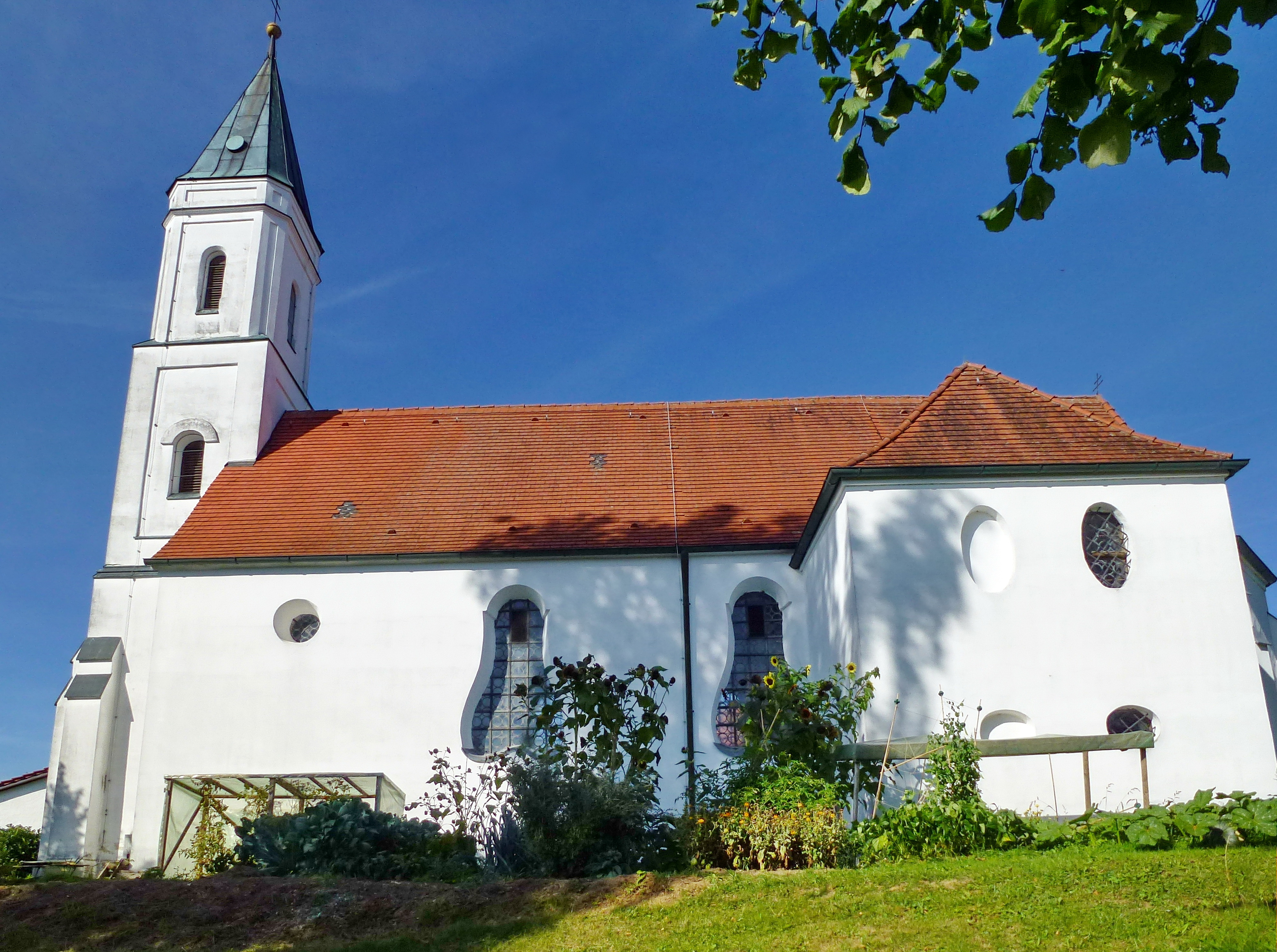
Unserer Lieben Frau in Tandern

Die römisch-katholische Filialkirche Unserer Lieben Frau steht in Tandern, einem Gemeindeteil von Hilgertshausen-Tandern im oberbayerischen Landkreis Dachau. Sie ist in der Liste der Baudenkmäler in Hilgertshausen-Tandern als Baudenkmal unter der Nummer D-1-74-147-19 eingetragen. Die Kirche gehört zum Dekanat Aichach-Friedberg im Bistum Augsburg.

## Beschreibung
Die Saalkirche besteht aus dem im 15. Jahrhundert entstandenen, dreiseitig geschlossenen gotischen Chor im Osten, dem 1741 gebauten barocken Langhaus und dem im 19. Jahrhundert an Stelle eines barocken Dachreiters errichteten, von Strebepfeilern gestützten Kirchturm mit spitzem Helm im Westen. In dem Turm hängt eine Glocke, die von Hand geläutet wird. An der Südwand des Chors steht die Sakristei mit einem Oratorium im Obergeschoss.